# Zaven Der Yeghiayan

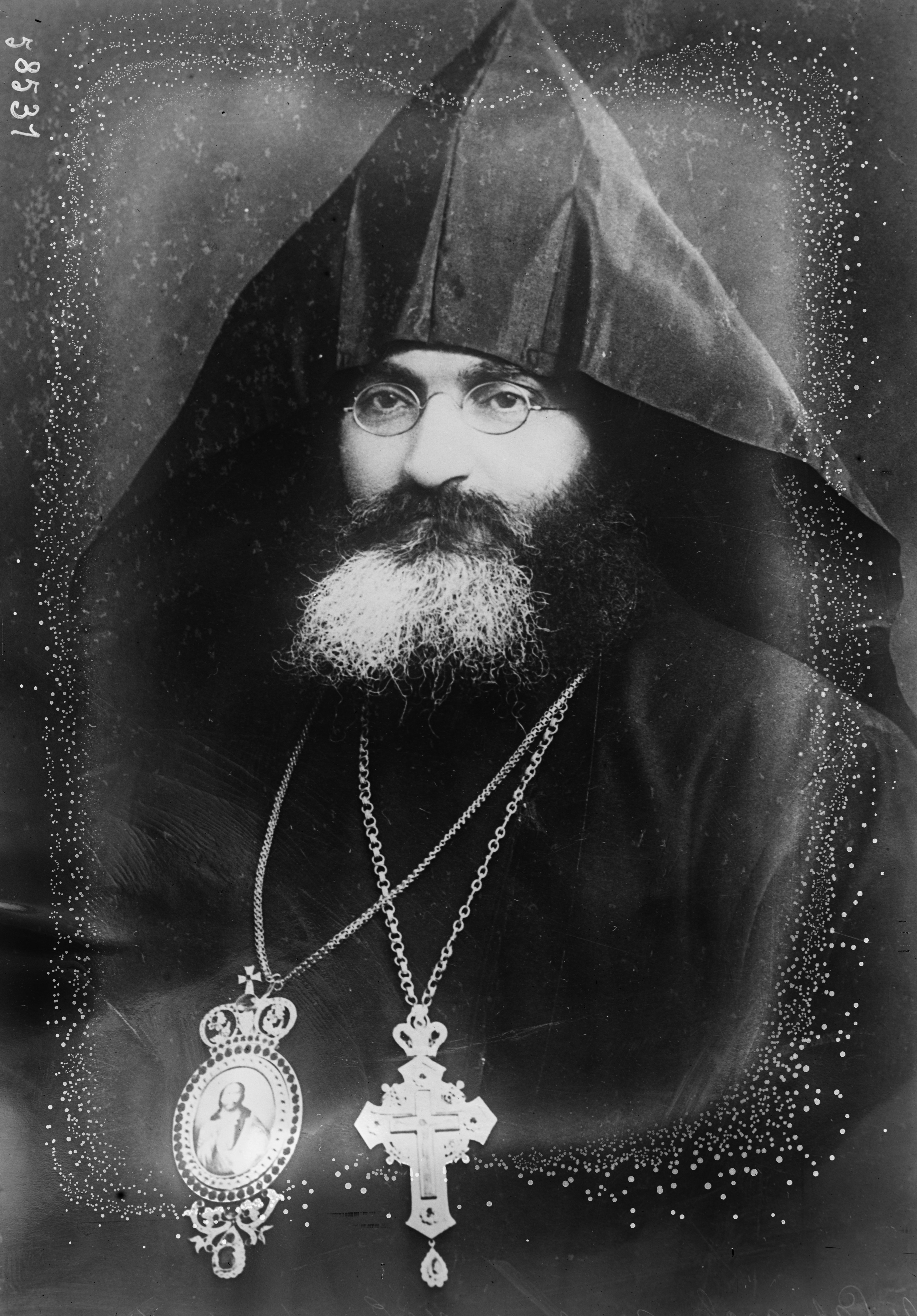
Zaven Der Yeghiayan (1920).

Zaven Der Yeghiayan (armenisch Տ. Զաւէն Արքեպսկ. Տէր Եղիաեան; * 8. September 1868 in Mosul; † 4. Juni 1947 in Bagdad; bürgerlich Mikayel Der Yeghiayan) war Erzbischof und der 79. armenische Patriarch von Konstantinopel 1913–16 und 1919–22.

## Leben

### Ausbildung und Jugend
Mikayel Der Yeghiayan wurde am 8. September 1868 in Mosul als Sohn des Priesters Avedis Der Yeghiayan und der Marta Kharabian geboren. Beide Eltern stammten aus Siirt. Seine Grundausbildung erhielt Mikayel unter Mihran Hratschia Swadschian an der Vereinigten Genossenschaftsschule von Sghert und an der (armenischen) Nationalen Schule von Bagdad. Von 1888 bis 1890 arbeitete er als Lehrer in Bagdad. Ende 1890 trat er ins 1889 gegründete Theologische Seminar von Armaş ein.

### Priester und Bischof
1892 wurde er zum Diakon geweiht, 1895 Mönch (Apegha) unter dem Namen Zaven und am 26. Mai 1896 promovierte er als Wardapet. Kurz darauf übernahm er bis 1898 die Istanbuler Gemeinden von Samatya und Hasköy. Sein Vorbild und Förderer war Malachia Ormanian, der damals das Theologische Seminar von Armaş leitete.
1898 erfolgte die Wahl zum Vikar von Karin (Erzurum). 1901–06 war er Prälat von Karin. Daraufhin übernahm er erneut einige Gemeinden in Istanbul (Yeniköy und Bakirköy). 1908 wurde er zum Vikar von Van gewählt. 1909–13 war er Prälat von Tigranakert. 1910 erhielt er die Bischofsweihe durch Katholikos Matteos II.

### 1. Amtsperiode als Patriarch (1913–16)
Am 30. August 1913 wurde Zaven Der Yeghiayan zum armenischen Patriarchen von Konstantinopel gewählt. Er bezog seine Residenz im Stadtteil Gedik Pascha im renovierten Patriarchatsgebäude, das seit Malachia Ormanians Zeit nicht bewohnt worden war. Patriarch Zaven wurde in der Armenhilfe tätig und gründete eine Wohltätigkeitsorganisation für Flüchtlinge.
Zum Zeitpunkt seiner Wahl war Patriarch Zaven in der Hauptstadt wenig bekannt. Die anstehenden armenischen Reformen im Osmanischen Reich riefen nach einem Geistlichen, der die armenischen Provinzen aus eigener Erfahrung kannte.
Die Verhandlungen, die zu dieser Zeit mit der jungtürkischen Regierung über die armenischen Reformen geführt wurden, erwiesen sich als sehr schwierig. Auch die Festlegung der Zahl der armenischen Abgeordneten im Osmanischen Parlament war umstritten. Von ursprünglich angestrebten 18–20 Abgeordneten einigten sich Patriarch Zaven, der Abgeordnete Stepan Karayan, Talât Pascha und Midhat Şükrü auf 16 armenische Abgeordnete, von denen über die Hälfte von der Ittihad-Führung bestimmt wurde.
Die jungtürkische Regierung akzeptierte zwei internationale Inspektoren für die Überwachung der Einhaltung der armenischen Reformen: den Niederländer Louis Constant Westenenk (mit Sitz in Erzurum für die nördlichen armenischen Vilâyets) und den Norweger Nicolai Hoff (mit Sitz in Van für die südlichen armenischen Vilâyets). Der Ausbruch des Ersten Weltkrieges verhinderte eine Aufnahme der Aufgaben. Und die Regierung kündigte am 16. Dezember 1914, nach dem Kriegseintritt des Osmanischen Reiches, die Vereinbarungen über die Reformen vom 8. Februar 1914.
Nach der Verhaftung der armenischen Elite vom 24. April 1915, dem Beginn des Völkermordes, sowie der folgenden Verhaftung der Abgeordneten Krikor Zohrab und Vartkes war Patriarch Zaven zunehmend isoliert.
Die meisten noch verbliebenen Armenier mieden aus Furcht vor Verfolgung den Kontakt mit ihm. Er setzte sich sofort mit der Unterstützung des US-Botschafters Henry Morgenthau für die Freilassung der Inhaftierten ein. Seine vergeblichen Petitionen (takrir) führten das Innenministerium zur Feststellung, dass politische Eingaben durch den Patriarchen nicht gestattet waren. Lediglich vom Justiz- und Kultusminister Ibrahim Pirizâde wurde Patriarch Zaven in seiner Funktion als religiöser Führer empfangen. An einem Treffen mit dem Vize-Großwesir Said Halim vom 10. Juli 1915 wurde klar, dass nach Meinung der Regierung die Armenier selbst an ihrem Schicksal schuld waren.
Am 2. Oktober 1915 kam es zu einem Treffen mit Talât Pascha, der die Vorwürfe bekräftigte, dass die Armenier eine Gefahr für das Land darstellten. Nur vereinzelte Abgeordnete der armenischen Nationalversammlung wie der aus der Deportation in Çankırı freigelassene Dr. Vahram Torkomian oder Onnig Ihsan unterstützten den Patriarchen in dieser hoffnungslosen Situation. Dem Patriarchen gelang es gemeinsam mit dem juristischen Berater der US-amerikanischen Botschaft, Arschak Schmavonian, eine Hilfsorganisation für die Deportierten zu unterhalten und das US-amerikanische Rote Kreuz zu mobilisieren wie auch bestehende verdeckt operierende armenische Netzwerke zur Rettung von Deportierten zu unterstützen.
Anfang 1916 wurden Hilfsgelder von karitativen armenischen Organisationen wie Tbrotsasser, Oknenk Sasun, Fonds Zavarian und Askanver auf Veranlassung des Patriarchen zum Schutz vor staatlicher Konfiszierung auf der US-Botschaft deponiert.

### Verbannung (1916–19)
Am 28. Juli 1916, nach der ethnischen Säuberung Kleinasiens und dem Beginn der Auslöschung der nach Syrien und Mesopotamien deportierten Überlebenden, änderte die jungtürkische Regierung die interne Verfassung der osmanischen Armenier: Die Patriarchate von Konstantinopel und Jerusalem wurden aufgelöst und mit dem gleichfalls aufgehobenen kilikischen Katholikat unter der Leitung des bisherigen kilikischen Katholikos Sahag II. Khabayan von Sis zusammengelegt. Das kurzlebige und neu geschaffene Amt des Katholikos-Patriarchen aller osmanischen Armenier erhielt als seinen Sitz Jerusalem zugewiesen. Ebenso wurden die Abgeordnetenversammlung, die gesetzliche Vertretung des Patriarchats von Konstantinopel, und der politische Ausschuss, der als offizielle Kontaktstelle zwischen den osmanischen Armeniern und der Regierung fungierte, aufgehoben.
Am 10. August 1916 folgte die Schließung des Patriarchats. Der Sekretär des Justizministers, Halil Bey, versicherte, dass der Ministerrat, ihn nicht umbringen lassen würde.
Das Vermögen des Patriarchats und damit die Hilfsgelder für die noch lebenden Flüchtlinge in Aleppo wurde eingefroren. Am 4. September 1916 wurde Erzbischof Zaven Der Yeghiayan über Konya, Aleppo und Der Zor nach Bagdad deportiert. Seine Memoiren enthalten wichtige Beobachtungen über die zweite Phase des Völkermordes an den Armeniern in Syrien und Mesopotamien.
Vom 9. Oktober 1916 bis Anfang März 1917 blieb Zaven Der Yeghiayan unter Bewachung in Bagdad exiliert. Wegen der näherrückenden britischen Truppen erfolgte die Verlegung des Patriarchen am 2. März 1917 nach Mosul.
Im November 1918 wurde mit dem Einzug der Briten in Mosul Erzbischof Zaven befreit. Er startete die Flüchtlingshilfe in Mosul und übergab diese Aufgabe bald darauf dem Primas von Mesopotamien, Bischof Muschegh. Am 4. März 1919 traf er nach einer Reise über Bagdad und Port Said wieder in Konstantinopel ein.

### 2. Amtsperiode als Patriarch (1919–22)
Bereits am 19. Oktober 1918 war die Nationale Verfassung der osmanischen Armenier wieder in Kraft gesetzt worden.
Eine der höchsten Prioritäten von Patriarch Zaven neben der Flüchtlingshilfe war die Einrichtung eines Informationsbüros unter der Führung von Arschak Alboyadjian (1879–1962) und Gabriel Nourian. Das Informationsbüro wurde mit der Sammlung von Dokumenten betraut, die die Verfolgung von Armeniern und Konfiszierung ihrer Güter betrafen sowie die Auflistung von Verbrechern und von verschleppten Armeniern. Die Dokumente wurden 1922 vor den sich nähernden kemalistischen Truppen nach Manchester in Sicherheit gebracht und befinden sich heute in Jerusalem.
Das Patriarchat übernahm die Initiative bei der Unterstützung der Flüchtlinge in Konstantinopel und eröffnete Waisenhäuser in Kuleli, Beylerbey, Yedikule, Beşiktaş, Üsküdar, Hasköy, Arnavutköy, Balat, Kuruçeşme, Makriköy, Pera und Armaş. Zu diesem Zweck wurde das Komitee zur Unterstützung der Waisen gegründet (Vorpachnam) sowie das Zentrale Komitee der Deportierten (Darakrelots Getronagan Hantsnazhoghov). Mitte Mai 1919 entstand aus den beiden Organisationen die Nationale Hilfsorganisation (Askayin Chnamadarutiun). Für die Finanzierung der Hilfswerke erhob das Patriarchat eine Vaterlandssteuer.
Da die alte Administration noch immer im Amt war und nur die jungtürkischen Regierungsmitglieder geflohen waren, unternahm der Staat nichts für die Rückkehr der Flüchtlinge an ihre angestammten Orte. Auch gegen die Rückgabe der während des Genozids zum Islam konvertierten Kinder erhob sich die türkische, öffentliche Meinung.
Die Kontakte des Patriarchates mit der Istanbuler Regierung beschränkten sich auf ein Minimum. Der Patriarch wartete die Ergebnisse der Pariser Friedensverhandlungen ab. Auf Druck des Patriarchates erließ die Istanbuler Regierung am 21. Januar 1920 ein Gesetz zur Restituierung der armenischen Eigentümer, das in den Provinzen jedoch nicht zur Anwendung kam, da diese unterdessen von der kemalistischen Regierung von Ankara beherrscht wurden.
Mit dem Vertreter der kemalistischen Regierung von Ankara in Konstantinopel, Hamid Bey, kam es zu einem ergebnislosen Treffen. Im kemalistischen Einflussbereich war es erneut zu Massakern in Marsovan und Deportationen in Amasya und Tokat gekommen.
1920 unternahm Patriarch Zaven eine Europareise.

### Rücktritt und Tod
Am 9. Dezember 1922 trat Patriarch Zaven von seinem Amt zurück. Er floh nach Bulgarien und versuchte dort die Lage der armenischen Flüchtlinge zu verbessern, während er auf einen günstigen Ausgang der Lausanner Verhandlungen wartete. Mit der Unterzeichnung des Lausanner Vertrages am 24. Juli 1923 gab es für Patriarch Zaven keinen Grund mehr, weiter in Bulgarien zu bleiben. Nach einer Reise über die armenischen Diasporagemeinden kam er am 29. Februar 1924 in Bagdad an. Nach erneuten Reisen nach Kairo, Jerusalem und Zypern, wo Zaven Der Yeghiayan Streitigkeiten um die Melkonian-Stiftung schlichtete, kehrte er 1927 endgültig nach Bagdad zurück. Er wurde zweimal zum Prälaten von Bagdad gewählt. 1932 verlor er nach krebsbedingter Kehlkopfoperation seine Stimme. Zaven Der Yeghiayan starb am 4. Juni 1947 in Bagdad. Sein Leichnam wurde am 10. Juni 1947 nach Jerusalem gebracht und dort beigesetzt.

## Verdienst
Zaven Der Yeghiayan hat in seinen Memoiren wichtige Beobachtungen zur zweiten Phase des armenischen Völkermordes in Syrien und Mesopotamien festgehalten. Die Sammlung der Dokumente 1918–22 (u. a. über die türkischen Kriegsverbrechertribunale), die sich heute im Jerusalemer Patriarchat befindet, ist seiner Initiative zu verdanken.

## Memoiren
- Zaven Der Yeghiayan: My Patriarchal Memoirs. Mayreni Publishing, Barrington (RI) 2002, ISBN 1-931834-05-9. [1947 im Armenischen Original in Kairo erschienen]